# Maria Ask
Maria Vera Susanne Ask, född 28 september 1966 i Långsele församling i Västernorrlands län, är en svensk professor i tillämpad geokemi verksam vid Luleå tekniska universitet. 
Ask erhöll sin civilingenjörsexamen 1991 från dåvarande Högskolan i Luleå och doktorsgrad 1999 från Kungliga Tekniska högskolan. Doktorsavhandligen hette In-situ and laboratory stress investigations using borehole data from the North Atlantic Ocean. Universitetslektor blev hon 2006 vid Luleå tekniska universitet. 
Ask blev professor i tillämpad geologi år 2015 vid Luleå tekniska universitet. 
Ask forskar främst inom "focusing on sediment and rock deformation and in-situ stress and its measurements".